# برداكسيوس
برداکسیوس، (بالإنجليزية: Perdaxius)‏، (سردينيا: Perdaxus) هي بلدية، في مقاطعة جنوب سردينيا في منطقة سردينيا الإيطالية، وتقع على بعد حوالي 45 كم (28 ميل) غرب كالياري وحوالي 9 كيلومترات (6 ميل) شرق كاربونيا. في 31 ديسمبر 2004 ، كان عدد سكانها 1466 ومساحة 29.5 كيلومتر مربع (11.4 ميل مربع).

## السكان
في سنة 1861 بلغ عدد السكان 579 نسمة، وتطور العدد ليصل في سنة 2011 لـ 1٬475 نسمة.
يظهر هذا المخطط البياني تطور النمو السكاني لـ برداكسيوس